# Liste de mairies en Finlande
Cet article donne une liste non exhaustive de bâtiments historiques ayant servi de mairie ou d'hôtel de ville en Finlande.

## Présentation
En Finlande, les mairies abritaient aussi un tribunal et un magistrat et il y avait souvent des cellules de prison. 
Les hôtels de ville ont été construits dans des emplacements centraux, généralement en bordure des places centrales. 
La construction des hôtels de ville a commencé en Finlande au début du XVIIe siècle, mais les plus anciens édifices existants encore ne datent que de la seconde moitié du XVIIIe siècle, à l'exception de l'ancien hôtel de ville de Viipuri.
En 1875, un décret entre en vigueur dans le Grand-Duché de Finlande, remplaçant les anciennes assemblées municipales par de nouveaux conseils municipaux. 
Dans le même temps, leur administration reçoit de nombreuses nouvelles responsabilités et des fonctionnaires.
L'équipement des anciennes mairies ne suffisent plus dans de nombreuses villes et on lance la construction de nouvelles mairies.
En plus de la Finlande actuelle, la liste comprend aussi les mairies de Carélie dans les territoires cédés a l'URSS.

## Liste de mairies et d'hôtels de ville
| Mairie                        | Image | Ville        | Const. | Architecte                          | Réf.   |
| ----------------------------- | ----- | ------------ | ------ | ----------------------------------- | ------ |
| Ancienne mairie de Turku      |       | Turku        | 1736   | Samuel Berner                       | [ 1 ]  |
| Maison Brinkkala              |       | Turku        | 1830   | Pehr Johan Gylich                   | [ 2 ]  |
| Mairie de Vaasa               |       | Vaasa        | 1883   | Magnus Isaeus                       | [ 3 ]  |
| Mairie d'Hamina               |       | Hamina       | 1798   | Johann Brockmann                    | [ 4 ]  |
| Mairie de Kajaani             |       | Kajaani      | 1831   | Carl Ludvig Engel                   | ,      |
| Mairie de Kokkola             |       | Kokkola      | 1837   | Carl Ludvig Engel                   |        |
| Mairie de Kotka               |       | Kotka        | 1934   | Erkki Huttunen                      |        |
| Mairie de Kristinestad        |       | Kristinestad | 1865   | Ernst Bernhard Lohrmann             |        |
| Mairie de Lappeenranta        |       | Lappeenranta | 1829   | J. W. Palmroth                      |        |
| Mairie de Loviisa             |       | Loviisa      | 1862   | Georg Theodor Policron Chiewitz     |        |
| Ancienne mairie de Pori       |       | Pori         | 1841   | Carl Ludvig Engel                   | [ 7 ]  |
| Mairie de Porvoo              |       | Porvoo       | 1764   | Gotthard Flensborg                  |        |
| Ancienne mairie de Rauma      |       | Rauma        | 1776   | Christian Friedrich Schröder        | [ 8 ]  |
| Mairie de Tornio              |       | Tornio       | 1874   | Frans Wilhelm Lüchow                |        |
| Ancienne mairie de Viipuri    |       | Viipuri      | 1797   | Johan Brynolf Blomqvist             | [ 9 ]  |
| Mairie d'Hämeenlinna          |       | Hämeenlinna  | 1888   | Alfred Cavén                        |        |
| Mairie de Jakobstad           |       | Jakobstad    | 1877   | Georg Wilenius                      |        |
| Mairie de Sortavala           |       | Sortavala    | 1885   | Frans Anatolius Sjöström            |        |
| Ancienne mairie de Tammisaari |       | Raseborg     | 1882   | Sebastian Gripenberg Theodor Höijer |        |
| Mairie de Tampere             |       | Tampere      | 1890   | Georg Schreck                       |        |
| Maison Bock                   |       | Helsinki     | 1763   | Carl Ludvig Engel                   | [ 10 ] |
| Mairie de Raahe               |       | Raahe        | 1839   | Anders Fredrik Granstedt            | [ 11 ] |
| Mairie de Kauhajoki           |       | Kauhajoki    | 1981   | Arto Sipinen                        |        |
| Maison Bock                   |       | Helsinki     | 1763   |                                     |        |